# Paweł Kubicki

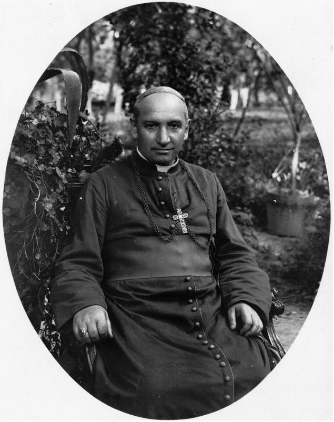
Paweł Kubicki (1871–1944) Weihbischof in Sandomierz 1918–1944

Paweł Kubicki (* 15. Januar 1871 in Radom; † 11. Februar 1944 in Sandomierz) war ein polnischer Geistlicher und Weihbischof in Sandomierz.

## Leben
Paweł Franciszek Kubicki, der Sohn von Kazimierz und Franciszka geb. Suchecka besuchte das Gymnasium in Radom und trat nach dem Abitur ins Priesterseminar in Sandomierz ein. Nach dem Studium der Theologie empfing er durch den Bischof von Sandomierz, Antoni Franciszek Ksawery Sotkiewicz, am 16. Juli 1893 das Sakrament der Priesterweihe. Nach seiner Tätigkeit in der Gemeindepastoral und im Schuldienst wurde er 1904 Kandidat der Theologie an der Theologischen Akademie in St. Petersburg. 1907 berief ihn sein Bischof zum Regens am Priesterseminar in Sandomierz.
Papst Benedikt XV. ernannte ihn am 29. Juli 1918 zum Weihbischof in Sandomierz und gleichzeitig zum Titularbischof von Canatha. Die Bischofsweihe spendete ihm am 1. Dezember desselben Jahres der Bischof von Sandomierz Marian Józef Ryx; Mitkonsekratoren waren Augustyn Łosiński, Bischof von Kielce, und Karol Józef Fischer, Weihbischof in Przemyśl. Neben seinen Aufgaben als Weihbischof errichtete er ein Haus für pensionierte Priester in Sandomierz, in das er sich 1937 zurückzog. 1939 trat er vom Amt des Weihbischofs zurück.
Seine letzte Ruhestätte fand er in seiner Heimatstadt Radom.